# Naturhavn
En naturhavn er et vandområde, der er beskyttet af omkringliggende landskab og har en vanddybde, som er tilstrækkelig for opankring af fartøjer og skibe.
Flere af verdens største byer er udbygget og placeret ved naturhavne, som kan være beliggende i flodmundinger, fjorde, sunde, bugter, nor etc.
For samfundet har naturhavne altid haft stor strategisk og økonomisk betydning.